# Schwatka Lake
Schwatka Lake är en sjö i Kanada.   Den ligger i territoriet Yukon, i den västra delen av landet, 4 100 km väster om huvudstaden Ottawa. Schwatka Lake ligger 641 meter över havet.
I omgivningarna runt Schwatka Lake växer i huvudsak barrskog. Runt Schwatka Lake är det ganska glesbefolkat, med 40 invånare per kvadratkilometer.